# Aphaenogaster pallescens
Aphaenogaster pallescens é uma espécie de inseto do gênero Aphaenogaster, pertencente à família Formicidae.